# Lampria aurifex
Lampria aurifex är en tvåvingeart som beskrevs av Osten Sacken 1887. Lampria aurifex ingår i släktet Lampria och familjen rovflugor. Inga underarter finns listade i Catalogue of Life.